# Sarcoglottis cerina
Sarcoglottis cerina är en orkidéart som först beskrevs av John Lindley, och fick sitt nu gällande namn av Patrick Neill Don. Sarcoglottis cerina ingår i släktet Sarcoglottis och familjen orkidéer. Inga underarter finns listade i Catalogue of Life.